# ALCO Century 628
ALCO Century 628 – amerykańska lokomotywa spalinowa serii Century, budowana w latach 1963–1968 przez fabrykę ALCO. Wyprodukowano 186 egzemplarzy. Zastąpiły one wcześniejsze lokomotywy serii ALCO RSD-15.